# Жерар II (граф Парижа)
Жерар II (фр. Audibert; бл. 800 — 878/879) — державний і військовий діяч Франкської імперії, граф Парижа, Аваллонуа, Лассуа, Арлю, герцог Ліону і В'єнна, регент королівства Прованс.

## Життєпис
Походив з роду Жерардидів. Син Летарда, графа Фезансака, та Грімхільди Ельзаської. Народився близько 800 року. Зробив гарну кар'єру за імператора Людовика I. 818 року оженився на родичці Лотаря, сина імператора, отримавши графства Авалон та Ласс. До 827 року розширив володіння в Бургундії, придбавши декілька маєтностей. Водночас виконував доручення Людовика I в Італії, обіймаючи посаду графа-посланця (міс-домінік).
У 834 році був одним з ініціаторів примирення імператора з синами. У 837 році за це отримав Паризьке графство. В 837/838 році склав клятву вірності королю Карлу.
840 року після смерті Людовика I перейшов на бік нового імператора Лотара I, оскільки вони обидва були одружені з рідними сестрами. 841 року після поразки імператорського війська в битві при Фонтене Жерар втратив графство Париж, але зберіг володіння в Аваллонуа і Лазуа. Лотар I призначив Жерара імперським пфальцграфом, а в 844 році — герцогом Ліону і В'єнна. У 846 році супроводжував імператора у поході до Італії, де вдалося захистити Рим від нападу арабо-берберських піратів.
Після смерті Лотаря I в 855 році Жерар став опікуном і фактичним правителем королівства Прованс при малолітньому королі Карлі. У 859 році уклав договір з братом Карла — Лотарем II, королем Лотарингії, за яким Карл Прованський визнавав брата своїм спадкоємцем. У тому ж році Жерар заснував монастир Везле. Щоб гарантувати незалежність монастиря, Жерар передав його під захист Папського престолу. 858 року після переходу Ізембарта на бік західнофранкського короля Карла II відібрав у того графство Арль (фактично графство Прованс), яке привласнив собі.
У 860 році Жерар у битві біля Валансу розбив данів на чолі із Гастінгом, які піднялися Роною. Восени 861 року Жерар захистив королівство від Карла II, короля Західнофранкського королівства, завдавши тому поразки біля Макону.
Після смерті Карла, короля Провансу, в 863 році до королівства прибув Людовик II, король Італії, випередивши законного спадкоємця Лотаря II, який не зміг змусити виконати угоду 859 року. Жерар 30 квітня 863 року уклав в замку Мантель угоду з Лотарем II, за якою ставав першим королівським радником, а натомість підпорядковував тому герцогство Ліону.
У 866 році Жерар вступив в конфлікт з західнофранкським королем Карлом II через графство Бурж, оскільки король віддав перевагу графу Акфреду. 868 року люди Жерара вбили графа Акфреда. Після цього почалася боротьба між Карлом II і Жераром в Беррі, Осері і Авалоні, але відомості про результати досить суперечливі: одні джерела свідчать про перемогу короля Західнофранкської держави, інші — про успіх Жерара. 869 року після смерті Лотара II Жерар втратив будь-яку підтримку, внаслідок чого позбувся своїх володінь і сховався в В'єнні.
870 року брати Карл II і Людовик II уклали Мерсенський договір, Прованс отримував Карл II. Жерар не визнав цього, повставши проти останнього. Карл II за підтримки Ремігія I, архієпископів Ліона, Адона, архієпископа В'єнна, Бозону Бозоніда і шварга Бозона Бівініда взяв в облогу Жерара в В'єнні. Після кількох місяців облоги Жерар був змушений здатися. Карл включив герцогство Ліону до складу свого королівства, а графство Арль передав Бозону Бозоніду. 871 року усе герцогство дісталося королівському швагру Бозону Бівініду.
Жерар з дружиною Бертою перебралися до Авіньйону або в Везле, де Жерар помер у 878/879 році.

## Родина
Дружина — Берта, донька Гуго II, графа Тура
Діти:
- Тьєррі (д/н—845)
- Ава